# 34103 Suganthkannan
34103 Suganthkannan è un asteroide della fascia principale. Scoperto nel 2000, presenta un'orbita caratterizzata da un semiasse maggiore pari a 2,9261873 au e da un'eccentricità di 0,1076931, inclinata di 2,53817° rispetto all'eclittica.